# Honey Cocaine
Sochitta Sal beter bekend onder haar artiestennaam Honey Cocaine, is een Canadese vrouwelijke rapper en songwriter.

## Jeugd
Sal werd op 22 oktober 1992 in Cambodja geboren in een gezin van zeven kinderen, van wie zij het enige meisje was. Op jonge leeftijd is ze verhuisd naar Toronto, Canada en daar opgegroeid. Haar hele gezin sprak enkel Khmer, maar ze leerde Engels door te kijken naar 106 & Park. Later in haar jeugd ontdekte ze Tupac en zo raakte ze geïnteresseerd in rap.

## Artiestennaam
Haar artiestennaam Honey Cocaine bestaat uit Honey ("zacht van binnen") en Cocaine ("ruig aan de buitenkant"). Hiermee bedoelt ze dat haar muziek zoet en verslavend is.

## Carrière
Honey Cocaine werd door rapper Tyga ontdekt, nadat ze een remix van zijn nummer Rack City had gemaakt. Tyga tekende haar bij zijn label Last Kings Entertainment en zo startte haar carrière als rapper.
In februari 2009 kwam haar mixtape Fuck yo Feelings Vol. #1 uit. Datzelfde jaar in juli kwam haar tweede mixtape uit: 90's Gold. Op 31 maart 2013 kwam haar derde mixtape uit, genaamd Thug Love. Haar vierde mixtape, Like a Drug genaamd, kwam uit op 22 oktober 2014.